# Zaton, Nin
Zaton je naselje z manjšim pristaniščem v Zadrski županiji (Hrvaška).

## Geografija
Zaton leži ob istoimenskem zalivu v Zadrskem kanalu 3 km južno od zgodovinskega mesta Nina. Pod naseljem je manjši pomol. Globina morja pri pomolu je do 3 m. Stari del naselja ima ogranjeno izvirno staro krajevno središče. Novo turistično naselje pa stoji v borovem gozdu ob zalivu Šepurine, kjer je tudi manjši pristan. Peščena obala je dolga okoli 1,5 km in je zavarovana pred vplivi vetra in morskimi valovi.

## Prebivalstvo
V Zatonu živi okoli 500 prebivalcev, ki se bavijo s poljedelstvom, vinogradništvom, sadjarstvom, pomorstvom in turizmom.
| Pregled števila prebivalcev po letih | Pregled števila prebivalcev po letih | Pregled števila prebivalcev po letih | Pregled števila prebivalcev po letih | Pregled števila prebivalcev po letih | Pregled števila prebivalcev po letih | Pregled števila prebivalcev po letih | Pregled števila prebivalcev po letih | Pregled števila prebivalcev po letih | Pregled števila prebivalcev po letih | Pregled števila prebivalcev po letih | Pregled števila prebivalcev po letih | Pregled števila prebivalcev po letih | Pregled števila prebivalcev po letih | Pregled števila prebivalcev po letih |
| ------------------------------------ | ------------------------------------ | ------------------------------------ | ------------------------------------ | ------------------------------------ | ------------------------------------ | ------------------------------------ | ------------------------------------ | ------------------------------------ | ------------------------------------ | ------------------------------------ | ------------------------------------ | ------------------------------------ | ------------------------------------ | ------------------------------------ |
| 1857                                 | 1869                                 | 1880                                 | 1890                                 | 1900                                 | 1910                                 | 1921                                 | 1931                                 | 1948                                 | 1953                                 | 1961                                 | 1971                                 | 1981                                 | 1991                                 | 2001                                 |
| 226                                  | 0                                    | 327                                  | 364                                  | 407                                  | 479                                  | 890                                  | 712                                  | 915                                  | 968                                  | 937                                  | 1003                                 | 668                                  | 1035                                 | 536                                  |

## Zgodovina
Ob severni obali zaliva, oddaljenem okoli 2 km od nselja se je nahajalo antično in kasneje srednjeveško naselje, katerega pa so 1646 Benečani požgali.
Na več krajih v okolici so odkrili ilirske grobove Od starega rimskega naselja so se ohranili ostanki zgradb ob obali in v morju. Ob obali, zahodno od naselja, so ruševine štirikotne trdnjave imenovane Kaštelina. Trdjavo so postavili 1593 za obrambo pred Turki.
Današnje naselje se je pričelo razvijati po umiku Turkov v 17. stoletju.
Iz srednjega veka se je do danes ohranila triladijska cerkev sv. Andrije.